# Robert Hartoch
Robert Gijsbertus Hartoch (ur. 24 marca 1947 w Amsterdamie, zm. 28 maja 2009 w Amsterdamie) – holenderski szachista, mistrz międzynarodowy od 1971 roku.

## Kariera szachowa

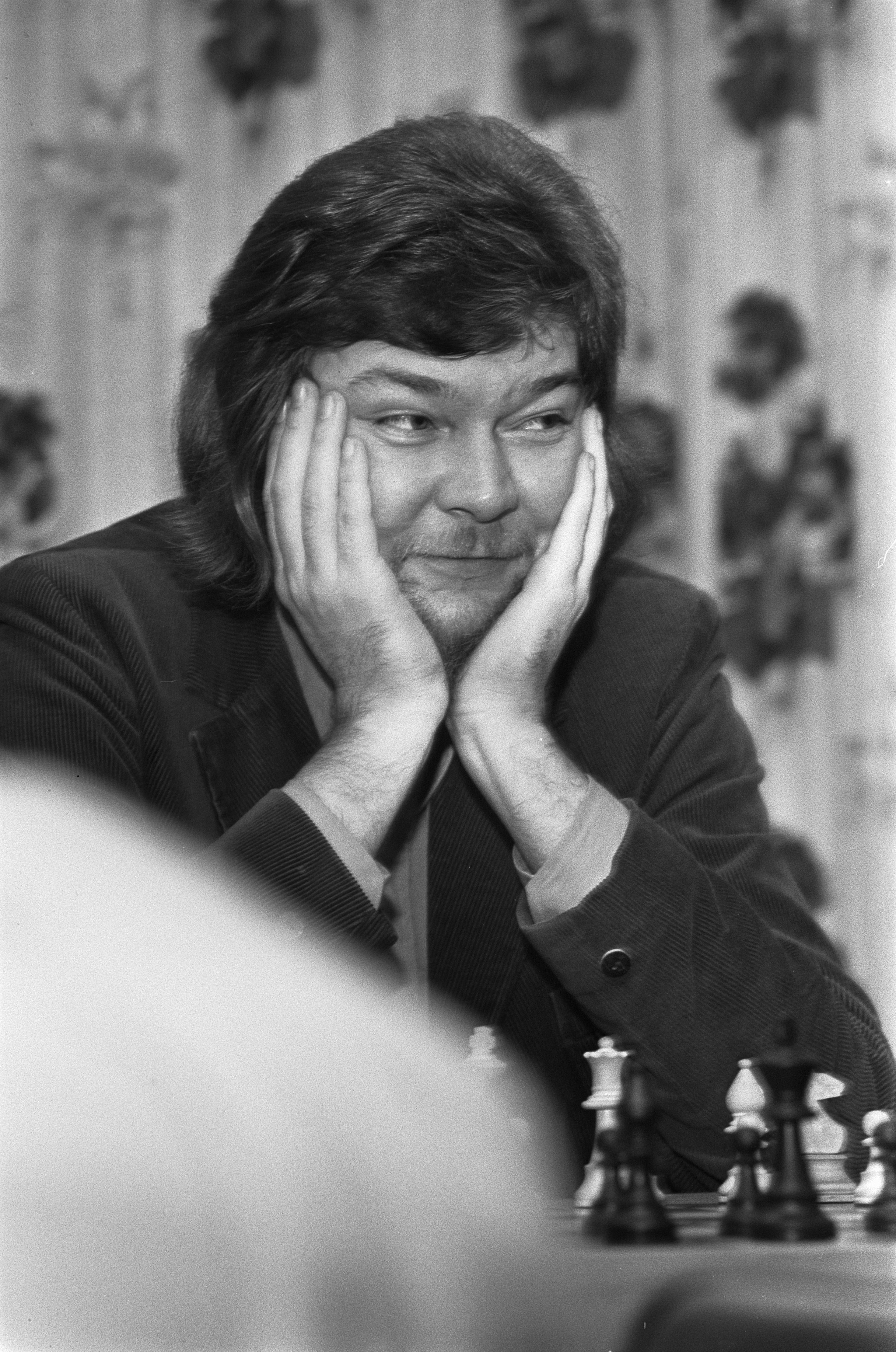
Robert Hartoch, Wijk aan Zee 1973

Największe sukcesy w karierze odniósł w wieku juniorskim, na przełomie 1963 i 1964 r. zwyciężył (wspólnie z Jørnem Slothem) w rozegranych w Groningen mistrzostwach Europy, natomiast w 1965 r. zajął w Barcelonie II m. (za Bojanem Kurajicą) w mistrzostwach świata (oba turnieje w kategorii do 20 lat). Wielokrotnie startował w finałach indywidualnych mistrzostw Holandii, nie osiągając sukcesów medalowych (najlepsze wyniki: IV m. w latach 1972 i 1975). W 1970 i 1972 r. wystąpił w narodowej drużynie na szachowych olimpiadach, zdobywając 14 pkt w 23 partiach.
Po ukończeniu wieku juniora nie osiągnął już znaczących sukcesów. Spośród jego międzynarodowych startów na uwagę zasługują wyniki uzyskane w Amsterdamie w 1968 (turniej IBM-B, dz. II za Stefano Tatai, wspólnie z Anatolijem Łutikowem) oraz w Wijk aan Zee w 1971 r. (turniej Hoogovens-B, za Janem Timmanem, wspólnie z Andrasem Adorjanem). Udanie wystąpił również w otwartym turnieju w Dieren w 1991 r., gdzie w stawce prawie 100 zawodników zajął III m. (za Vaidyanathanem Ravikumarem i Basem van de Plassche).
Najwyższy ranking w karierze osiągnął 1 lipca 1972 r., z wynikiem 2430 punktów dzielił wówczas 5-6. miejsce wśród holenderskich szachistów (za Hansem Ree, Janem Timmanem, Janem Heine Donnerem i Hansem Bouwmeesterem, wspólnie z Coenradem Zuidemą).